# Damalis venustus
Damalis venustus là một loài ruồi trong họ Asilidae. Damalis venustus được Bertoloni miêu tả năm 1861.